# Borkowo (cmentarzysko)
Borkowo (cmentarzysko) – cmentarzysko megalityczne z okresu neolitu (5 tys. lat p.n.e.), znajdujące się we wsi Borkowo w powiecie sławieńskim, w województwie zachodniopomorskim. 
Znajduje się tu jedyny na terytorium Polski i na wschód od Łaby grobowiec komorowy typu korytarzowego, zwany dolmenem rozwiniętym. Zbudowany jest on z 12 bloków kamiennych nakrytych czterema kolejnymi głazami i posiada wymiary 5,5 × 1,5 m. Ponadto na cmentarzysku znajdują się 3 prostokątne grobowce bezkomorowe w kształcie prostokąta (wymiary dwóch z nich to 31x11 m i 29x9 m) oraz 5 kurhanów.
Pierwsze badanie archeologiczne grobowca zostały przeprowadzone w 1934 przez Ernsta Sprockhoffa i w 1939 przez Wernera Boege.

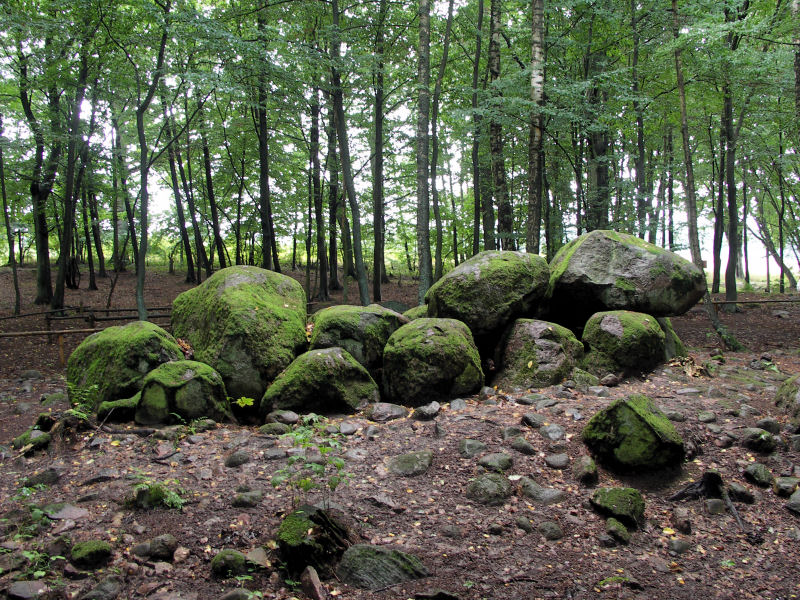
Grobowiec komorowy

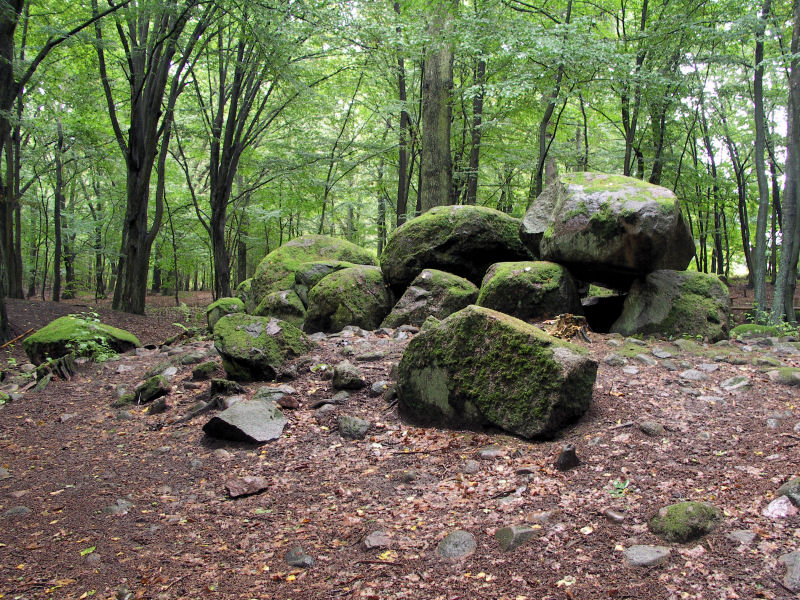
Grobowiec komorowy

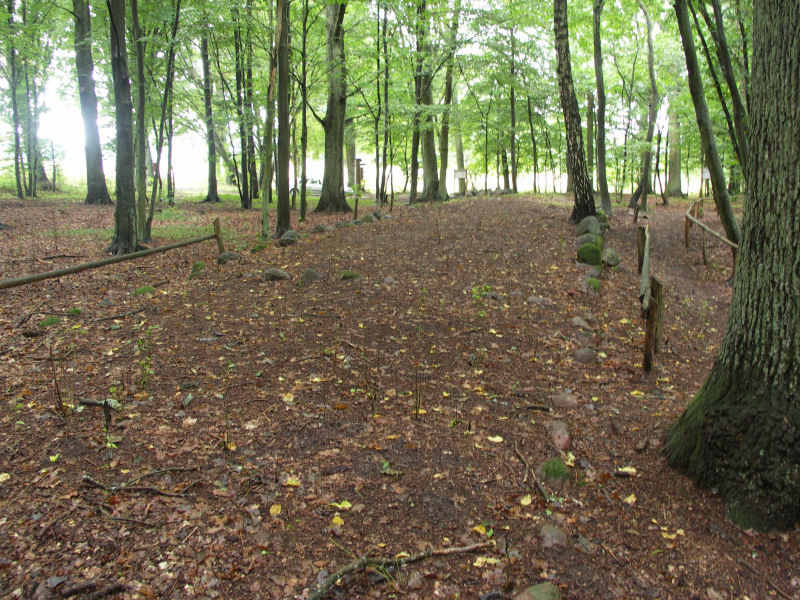
Grobowiec bezkomorowy

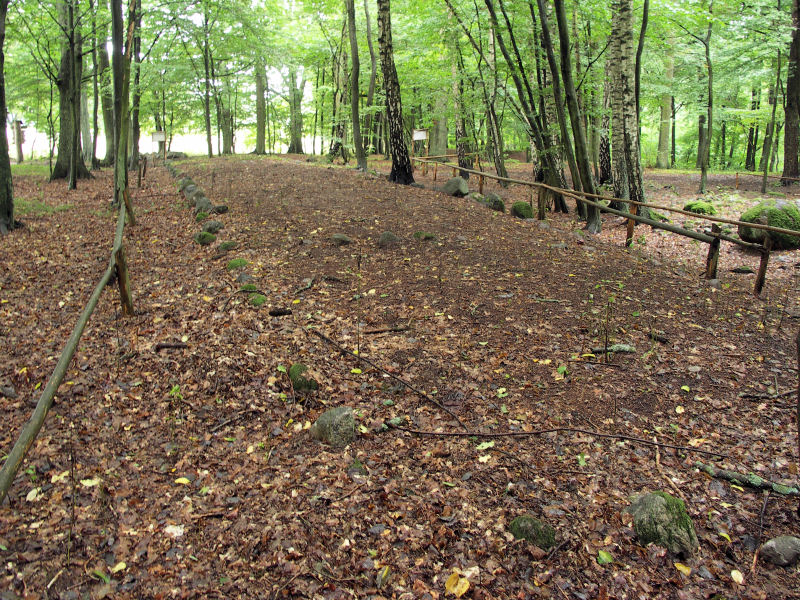
Grobowiec bezkomorowy

## Opis cmentarzyska
W toku rozpoznania archeologicznego terenu, w obrębie wsi Borkowo zlokalizowano 32 stanowiska, z których połowa przypada na znaleziska z neolitu. Pozostałe, zlokalizowane w obrębie zabudowy wiejskiej, dotyczą osadnictwa wczesnośredniowiecznego (X-XI wiek) i średniowiecznego (XIV-XV wiek).
Na miejscu cmentarzyska rozpoznać można nieregularny prostokąt z rzędami kamieni, na których stropie znajdują się 4 potężne głazy, każdy z nich o długości 2 m i szerokości 1 m – grób megalityczny. Cmentarzysko znajduje się w lesie, około 0,5 km na wschód od wsi Borkowo. Rozciąga się ono wzdłuż wysokiej, stromej krawędzi wysoczyzny, pomiędzy drogą leśną a podmokłą doliną bezimiennej rzeczki.

## Budownictwo megalityczne
Archeolog, Ignacy Skrzypek mówi, że: "Przez megalityzm należy rozumieć międzyplemienny i międzykulturowy styl architektoniczny, będący wyrazem kultu przodków, przejawiający się w określonych monumentalnych, prostych i surowych budowlach, głównie grobowych, ale także świątynnych i ceremonialnych, na które składają się charakterystyczne struktury kamienne i kamienno-ziemne, najczęściej kurhany z grobami komorowymi różnych typów. Te formy to groby korytarzowe i tolosy, grobowce galeriowe, menhiry, dolmeny (Borkowo) i formy doń zbliżone (...)". Budowle megalityczne znane z Europy pochodzą z młodszej epoki kamiennej (V-III tysiąclecie p.n.e.), natomiast na obecnym obszarze Polski pojawiły się w III tysiącleciu p.n.e., "przybierając formę potężnych, zwykle trapezowatych kurhanów kamienno-ziemnych z obstawami z wielkich głazów narzutowych (tzw. grobowce bezkomorowe). Długość ich na Pomorzu waha się od 15 do 70 m, na Kujawach do przeszło 100 m, szerokość u podstawy wynosi 8-10 m. w części zaś „ogona" 1 m, a wysokość pierwotna wynosiła od 1 do 4 m. Otaczająca je obstawa zbudowana była z głazów, których ciężar w partii szczytowej sięgał 7-10 ton, zmniejszały się one w miarę zwężania grobowca. Szpary w ścianach obstawy szczelnie wypełniano mniejszymi kamieniami metodą tzw. suchego muru. Tylko w ścianie szczytowej pozostawiano przerwę – jedyne symboliczne wejście do wnętrza. Wewnątrz obstawy budowano liczne konstrukcje kamienne, m.in. poprzeczne ścianki dzielące obiekt na kilka części. Dno tworzyła warstwa drobnych otoczaków."
W Muzeum w Koszalinie z badań w Borkowie znajdują się 4 siekiery, grot oszczepu i gładzik z grobowca nr 4 oraz tylko jedna siekiera krzemienna z grobowca nr 3. Jest jeszcze kilka innych narzędzi krzemiennych i kamiennych z Borkowa, ale pochodzących prawdopodobnie z innych luźnych znalezisk. Ponadto materiały z badań zdeponowane są wśród zbiorów muzeów w Szczecinie i Darłowie.
Ogólnie grobowce bezkomorowe są typologicznie starszą formą grobów megalitycznych niż grobowce komorowe. Ich początki sięgają schyłku V tysiąclecia p.n.e., budowane były jednak również przez całe IV i III tysiąclecie, a na Pomorzu głównie w III tysiącleciu p.n.e.

## Budowniczowie megalitów
Budowniczowie megalitów zaliczani są do kręgu kulturowego, nazywanego w archeologii kulturą pucharów lejkowatych.
Podstawą ich utrzymania była hodowla zwierząt domowych i prymitywne rolnictwo. Zasoby żywności uzupełniano zbieractwem, łowiectwem i rybołówstwem. W życiu codziennym posługiwali się narzędziami z krzemienia, kamienia, kości, rogu i drewna; posiadano doskonałą umiejętność lepienia naczyń glinianych, bogato zdobionych, rozwinięte było również tkactwo. Osady zakładano na piaszczystych terasach w pobliżu wody, budując drewniane domy prostokątne lub kwadratowe. Dobrze zachowane osady tej kultury i cmentarzyska megalityczne na Pomorzu odkryto i przebadano w rejonie Łupawy i Poganic.
Naukowcy uważają, że formę grobowców bezkomorowych plemiona te zaczerpnęły od swoich rolniczych poprzedników, mieszkańców naszych ziem przybyłych z południa w okresie 4300 – 3000 p.n.e., którzy wznosili wielkie naziemne drewniane domostwa trapezowate, służące zarówno za mieszkania, jak i pomieszczenia gospodarcze.